# Tarikhaneh
El temple de Tarikhaneh (persa: پرستشگاه تاریخانه), també anomenat mesquita de Tarikhaneh (persa: مسجد تاریخانه), és un monument persa d'època sassànida, situat al sud de la ciutat de Damghan, a l'Iran.

## Història
El temple fou construït en època sassànida com a temple de foc zoroastrià. Té uns 2.300 anys d'antiguitat. Al segle viii, després de la conquesta islàmica de la regió, va ser convertit en mesquita. El monument es coneix, per tant, com la mesquita més antiga de l'Iran.

## Etimologia
Tarikhaneh significa ‘històric’ en persa.

## Arquitectura i disseny
Abans de l'arribada de l'islam a l'Iran i a la zona de Qomes, els habitants d'aquesta ciutat feien servir aquest temple per a cerimònies religioses zoroastrianes.
La planta principal té un pati quadrat envoltat per arcades de voltes de canó sostingudes per arcs de rajola cuita lleugerament apuntats i assentats sobre pilars circulars més aviat rabassuts, típics de l'arquitectura sassànida. Els pilars tenen 3,5 m d'alçada i quasi 2 m de diàmetre.
A certa distància de la mesquita, hi ha les restes d'una columna quadrada de data incerta, segurament del període de construcció original, i un minaret cilíndric del període seljúcida. El minaret es va construir entre el 1026 i el 1029 per a substituir-ne un altre de més antic, del segle ix, i està sorprenentment dividit en sis zones d'ornamentació, cadascuna revestida de rajola, amb un patró geomètric diferent, té 4,2 m de diàmetre; la part superior n'ha caigut, devia, però, tenir més de 30 m d'alçada, amb una galeria recolzada en mènsules de mocàrabs.

## Galeria

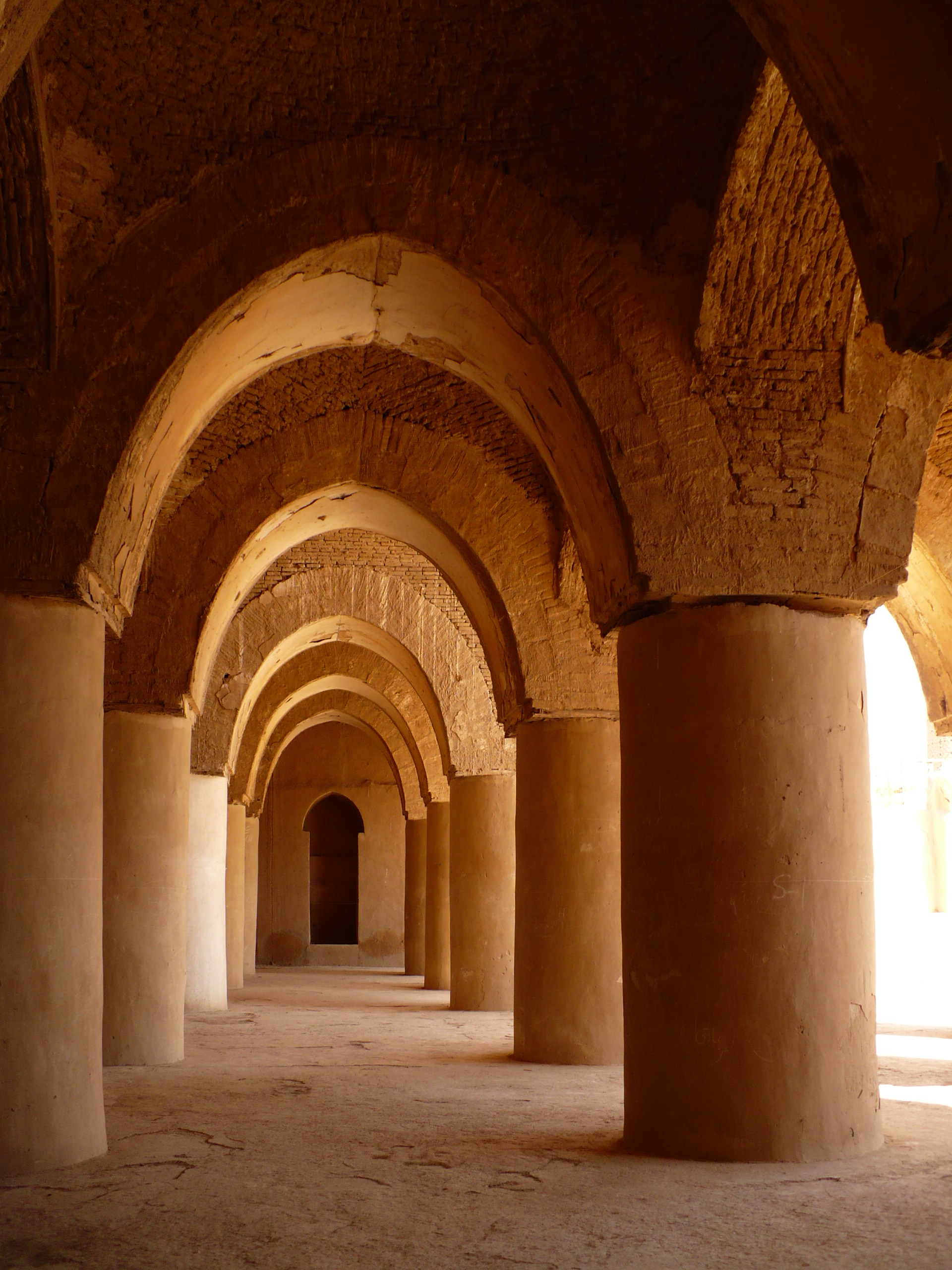
Vista del pòrtic de Tarikhaneh
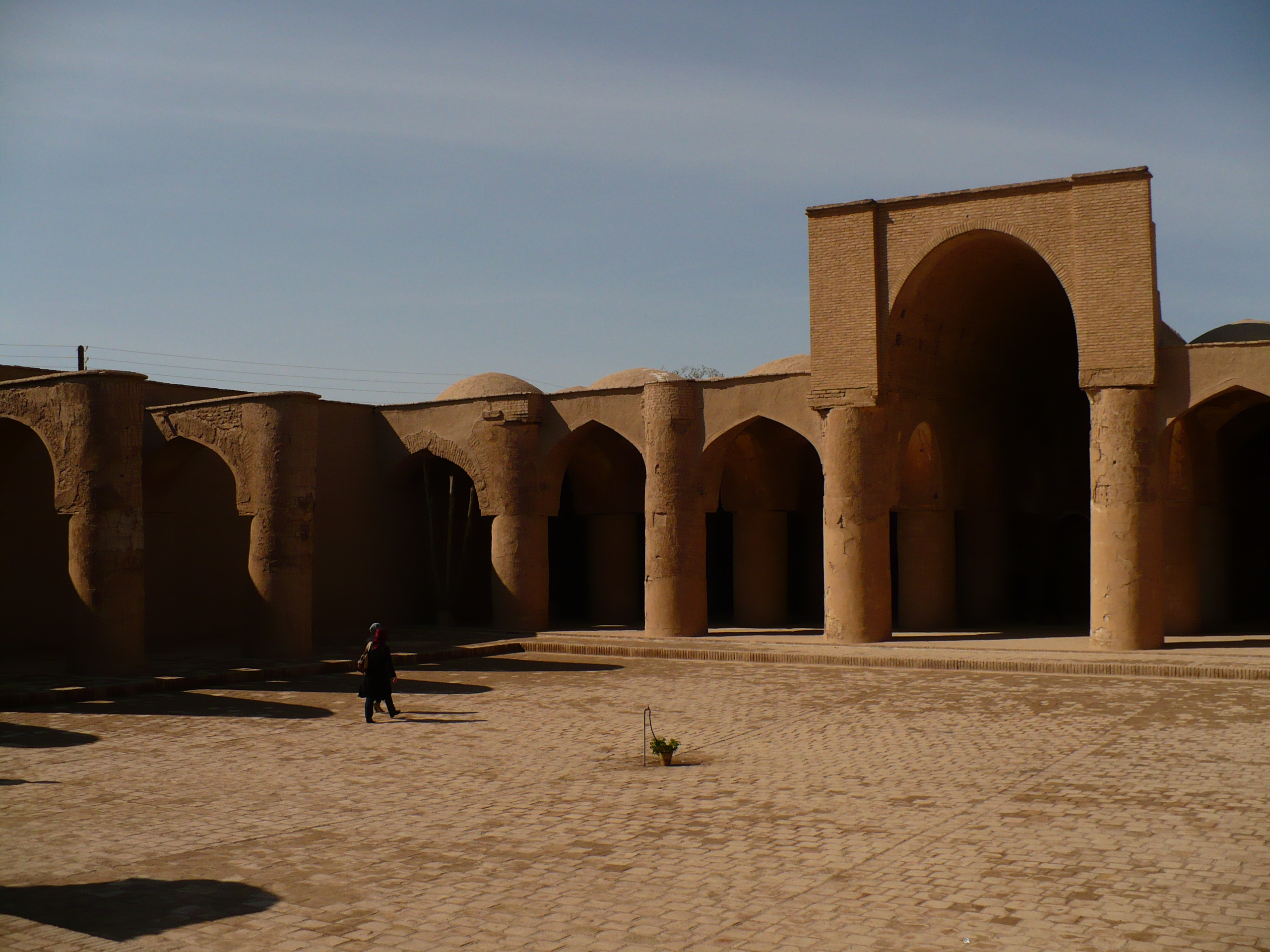
Vista del pati amb les arcades
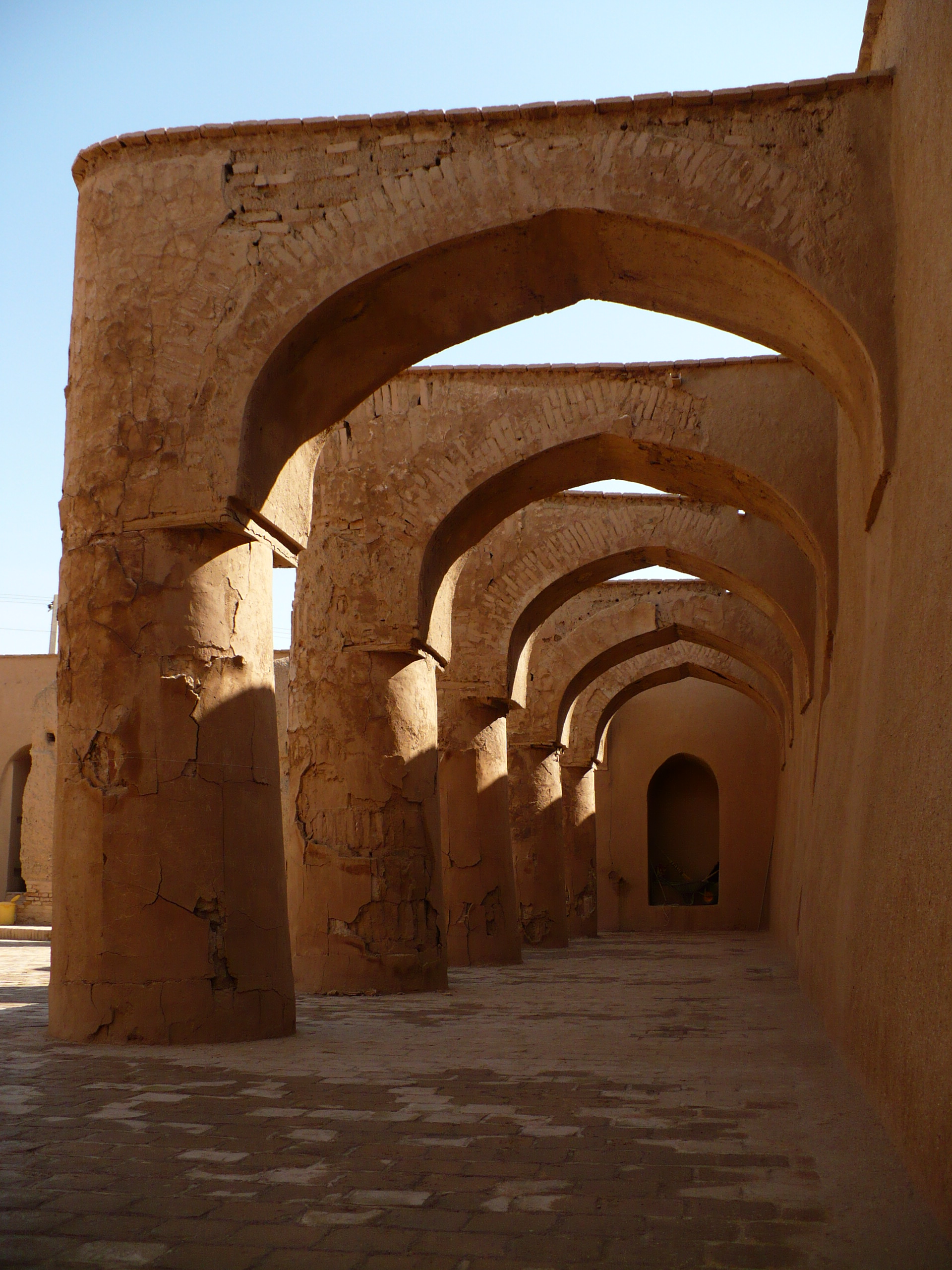
Detall de les arcades
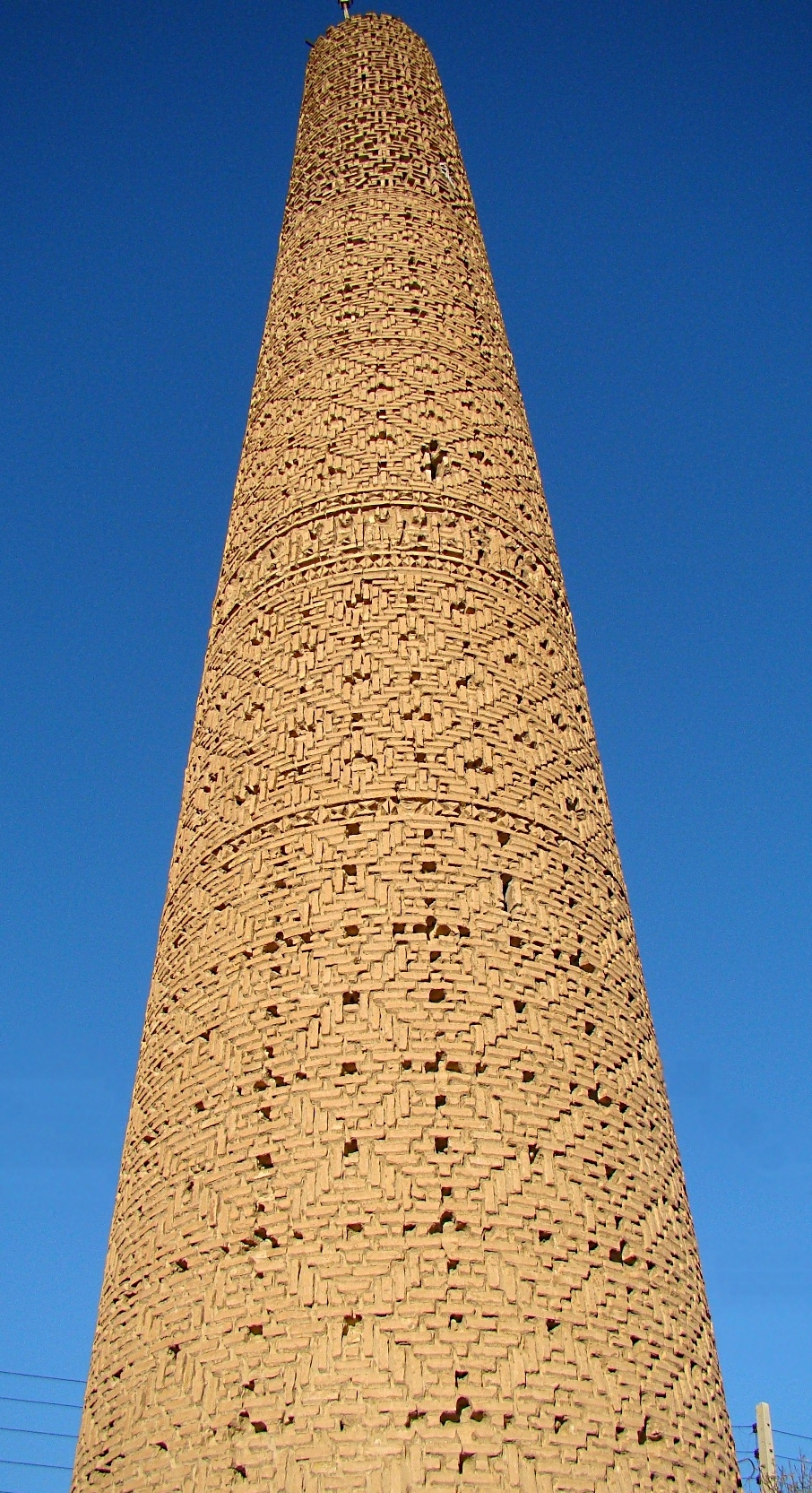
Vistes del minaret
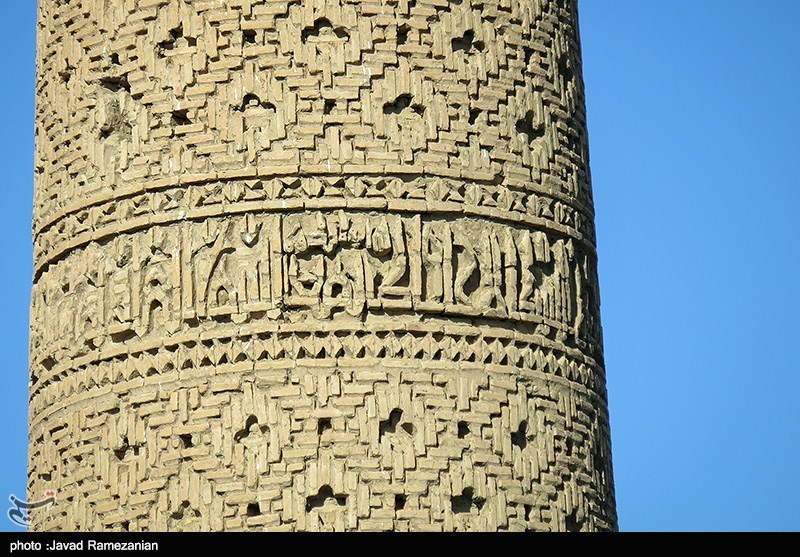
Detall de la decoració geomètrica
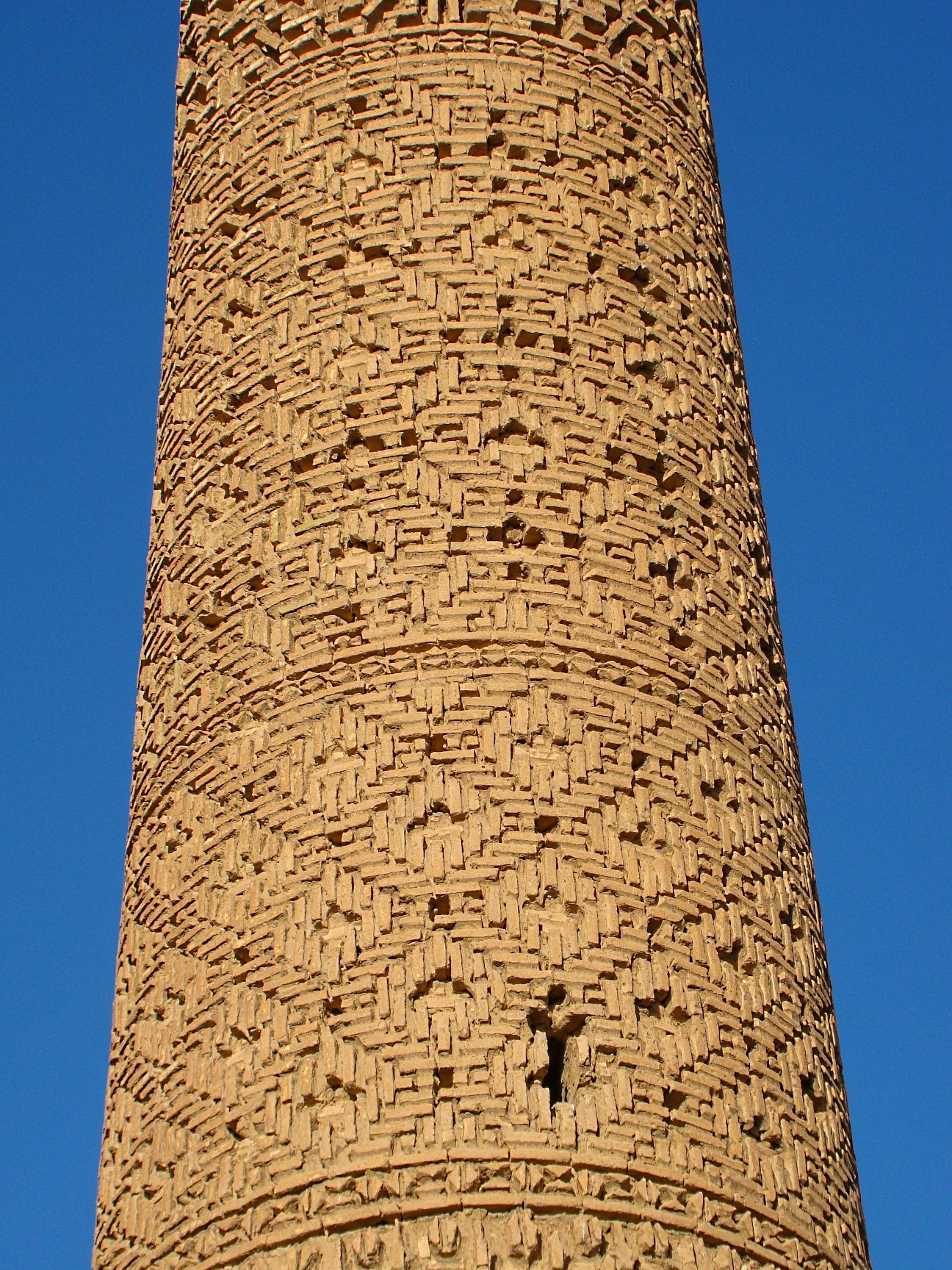
Detall del minaret